# Ipatele
Ipatele es una comuna ubicada en el distrito de Iași, Rumania.

## Superficie
Cuenta con una superficie de 49,20 kilómetros cuadrados.

## Demografía
Hasta 2021 la población era de 1463 habitantes, con una densidad de población de 29,74 habitantes por kilómetro cuadrado.